# Кар'єр кембрійських глин (пам'ятка природи)
Кар'є́р кембрі́йських глин — геологічна пам'ятка природи місцевого значення в Україні. Розташована в межах Рівненського району Рівненської області, на північ від села Хотин. 
Площа 2 га. Статус надано згідно з рішенням облвиконкому від 22.11.1983 року № 343 (зміни згідно з рішенням облвиконкому від 18.06.1991 року № 98). Перебуває у віданні Шпанівської сільської ради. 
Статус надано для збереження місць виходу на денну поверхню відкладів глин Кембрійського періоду. Територія пам'ятки природи — це колишній кар'єр на першій надзаплавній терасі правобережжя Горині. Серед глини трапляються уламки дрібнозернистих пісковиків з хвилеподібними «знаками». У стінці кар'єру (в обриві) безпосередньо під ґрунтово-рослинним шаром трапляються гнізда і лінзи голубуватих глин, як використовуються в народній медицині. 
Виходи глин мають наукове та пізнавальне значення, адже є одним із небагатьох виходів осадових порід протерозою в Рівненській області. 